# Hemipecteros arthemis
Hemipecteros arthemis är en fjärilsart som beskrevs av William Schaus 1920. Hemipecteros arthemis ingår i släktet Hemipecteros och familjen tandspinnare. Inga underarter finns listade i Catalogue of Life.